# Deprea granulosa
Deprea granulosa là loài thực vật có hoa trong họ Cà. Loài này được (Miers) Barbosa & Hurnz. mô tả khoa học đầu tiên năm 1989.